# Nicolae Hristea

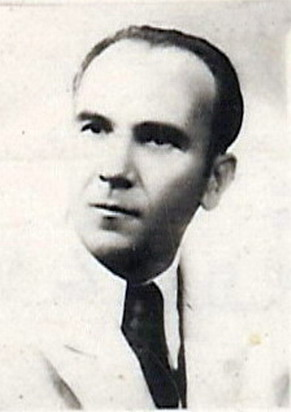
Nicolae Hristea

Nicolae Hristea s-a născut la 18 februarie 1906 în comuna Vadu Moților, județul Alba (localitate ce purta atunci numele de Secătura și făcea parte din Comitatul Turda-Arieș) și a decedat în decembrie 2001 la Turda.

## Studii și activitate profesională
După ce a terminat clasele primare în satul natal, începe gimnaziul la Abrud, apoi liceul “Petru Maior” la Gherla. Bacalaureatul l-a dat la Cluj, președinte de comisie fiind reputatul profesor universitar Bogdan Duică. Urmează Secția de Științele Naturii la Universitatea din Cernăuți (1928-1932). Funcționează ca profesor la Brad, apoi la Seminarul Pedagogic din Cernăuți. Din anul 1938 până în anul 1966 a funcționat ca profesor de Stiințele Naturii la Liceul “Mihai Viteazul” din Turda.
Cu competență și pasiune profesională, Nicolae Hristea a organizat grădina botanică și muzeul de științele naturii a liceului, îmbogățit an de an cu sute de plante și mulaje. În “Cercul naturaliștilor” și prin excursiile de studii organizate, prof.H. Hristea și-a format discipoli ce s-au realizat prin publicarea unor lucrări științifice.
A fructificat activitatea sa de cercetător prin lucrări publicate, cum ar fi: “Expoziția de Botanică de la Seminarul Pedagogic Universitar din Cernăuți” (1933), “Un mare botanist - dr. Alexandru Borza” (1938), “Gherla, zece ani de activitate a Comisiei Monumentelor Naturii” (1940), la care se mai pot adăuga 10 lucrări și monografii publicate despre slujbași de seamă ai școlii românești sau despre metodologia organizării programelor de științele naturii și perfecționarea învățământului românesc.
Pentru meritele sale deosebite de profesor și cercetător, prof. Nicolae Hristea a fost distins cu Medalia Muncii (1937), Medalia “Centenarul Regelui Carol I (1940) și cu titlul de “Profesor Emerit” în anul 1968.
A primit titlul de cetățean de onoare al municipiului Turda, fiind și membru de onoare al Societății cultural-patriotice "Avram Iancu".